# 요시타케 치하야
요시타케 치하야(일본어: 吉武 千颯 よしたけ ちはや[*])는 일본의 성우, 가수. 히로시마현 출신. Apollo Bay 소속.

## 활동 내역

### TV 애니메이션
- 2021년
  - 러브 라이브! 슈퍼스타!! - 히지리사와 유우나

- 2022년
  - 힐러 걸 - 야나기 소니아
  - 반지의 기사 - 호시카와 스바루
  - 러브 라이브! 슈퍼스타!! 2기 - 히지리사와 유우나

### 게임
- 러브라이브! 스쿨 아이돌 페스티벌 - 히지리사와 유우나
- 사쿠라 혁명 ~꽃 피는 소녀들~ - 케부라이 텐카
- 브라운 더스트 - 하루나

## 디스코그래피

### 프리큐어 시리즈
- 2019년
  - 스타☆트윙클 프리큐어 ED 1 - 빠뻬삐뿌☆로맨틱(パぺピプ☆ロマンチック)
  - 스타☆트윙클 프리큐어 ED 2 - 가르쳐줘...! 트윙클☆(教えて...！トゥインクル☆)
- 2020년
  - 힐링굿♡프리큐어 보컬앨범 ~Voice of life~ - Good Good 하~이!!(Good Good ハ〜イ!!)
- 2021년
  - 트로피컬 루즈! 프리큐어 ED 1 - 트로피컬 I・N・G(トロピカ I・N・G)
  - 트로피컬 루즈! 프리큐어 보컬 앨범 ~ 트로피컬! MUSIC BOX~ - Brave Parade
  - 트로피컬 루즈! 프리큐어 ED 2 - 동경 Go My Way!!(あこがれ Go My Way!!)